# Atom, il mostro della galassia
Atom, il mostro della galassia (ゲゾラ・ガニメ・カメーバ 決戦! 南海の大怪獣?, Gezora Ganime Kameba - Kessen! Nankai no daikaijuu, lett. "Gezora, Ganime, Kamoebas - Battaglia decisiva! Mostri giganti dei mari del Sud") è un film del 1970, diretto da Ishirō Honda. È una storia di ambientazione fantascientifica. È noto negli USA con altri nomi, fra i quali Yog: Monster from Space e Space Amoeba.

## Trama
L'astronave Helios-7, lanciata verso Giove, ritorna sulla Terra dirottata dalla creatura aliena Atom la quale, una volta arrivata sulla Terra, si impossessa di una seppia trasformandola in Gezora. Gli indigeni dell'isola dove il mostro vive ospitano un gruppo di persone (tra le quali un fotografo, un antropologo ed un albergatore), i quali vengono a sapere che un altro giapponese è morto sull'isola, ucciso da Gezora. Anche il suo amico, unico testimone dell'omicidio, muore ucciso dal mostro. Un indigeno, Rico, rimane invece scioccato dall'attacco. Gezora viene più tardi ucciso grazie al fuoco. Successivamente Atom si impossessa di Ganime, un granchio gigante, il quale viene fatto esplodere. Durante un matrimonio, Rico si ridesta e racconta che Gezora era scappato all'arrivo dei pipistrelli. Il fotografo e l'antropologo collegano il racconto al fatto che anche loro si sono salvati da Gezora all'arrivo dei delfini. Da ciò, capiscono che i mostri odiano gli ultrasuoni. Nel frattempo Atom e altri due alieni si impossessano di Kamoebas, una tartaruga, dell'albergatore e di un nuovo Ganime. L'albergatore dà fuoco ai pipistrelli, ma alcuni si salvano e intorpidiscono le menti di Ganime e Kamoebas, i quali si azzuffano in uno scontro che li porterà a morire cadendo in un vulcano attivo. Subito dopo l'albergatore, che si era ribellato al controllo alieno, si butta nella lava uccidendo definitivamente Atom.

## Mostri
- Gezora, il mostro principale e più famoso del film,  è una seppia gigante di colore blu-verde, alta circa 30 m e pesante 20.000 tonnellate. Nonostante sia acquatico ha la capacità di muoversi sulla terraferma usando i tentacoli, i due più lunghi li usa come braccia per attaccare e afferrare le vittime. Ma la sua caratteristica più grande sono i due enormi occhi gialli e inespressivi. Come gli altri mostri è sensibile agli ultrasuoni, ma ha anche un altro punto debole: il calore. È il primo mostro ad essersi formato dopo l'arrivo sulla terra di Elios 7 ed è anche il primo a morire, bruciato con della benzina.
- Ganime è un granchio gigante dotato di un resistente esoscheletro che lo protegge dai colpi delle armi da fuoco; nato dopo la morte di Gezora, verrà inizialmente ucciso a causa di un'esplosione, ma rinascerà in un nuovo granchio posseduto da un alieno che combatterà con Kamoebas; entrambi i mostri moriranno definitivamente cadendo in un cratere vulcanico.
- Kamoebas è una grossa tartaruga di colore marrone, dotata di una corazza molto spessa e di pungiglioni sopra la testa. I suoi artigli sono molto grossi, adatti ad arrampicarsi, e i denti sono acuminati. Per via della mutazione, ha la lingua biforcuta. È il mostro che appare di meno nel film, sorgendo verso la fine insieme alla reincarnazione di Ganime con il quale morirà cadendo in un cratere vulcanico

## Produzione
Per gli effetti speciali del film fu chiamato Teruyoshi Nakano, in sostituzione di Eiji Tsuburaya, morto alla vigilia delle riprese per un attacco di cuore.
Gli occhi dei mostri dovevano in teoria essere luminescenti, ma la fine del budget previsto costrinse la produzione a rinunciare all’effetto in molte inquadrature.